# Northwestern Air
Northwestern Air (offiziell Northwestern Air Lease Ltd.) ist eine kanadische Regionalfluggesellschaft mit Sitz in Fort Smith, welche Ziele in den Nordwest-Territorien, Alberta und British Columbia bedient.

## Geschichte
Die Airline wurde 1965 als Leasinggesellschaft gegründet und nahm, nach der Umwandlung in eine Fluggesellschaft, im Jahr 1968 den Flugbetrieb auf.
Seit der Gründung befindet sich die Gesellschaft ununterbrochen im Besitz der Gründerfamilie.

## Flugziele
Im Liniendienst werden hauptsächlich die größeren Luftfahrzeugtypen der Gesellschaft (BAe Jetstream 31/BAe Jetstream 32) eingesetzt. Der Charterbetrieb wird überwiegend mit den anderen, kleineren Luftfahrzeugen der Firma bedient.
Im Linienbetrieb werden durch die Gesellschaft Strecken innerhalb Kanadas bedient.

## Flotte

### Aktuelle Flotte
Mit Stand März 2023 besteht die Flotte der Northwestern Air aus 13 Flugzeugen:

## Ehemalige Flugzeugtypen
- Beech 99

## Zwischenfälle
- Am 23. Januar 2024 stürzte eine BAe Jetstream 32 der Northwestern Air (Luftfahrzeugkennzeichen C-FNAA) kurz nach dem Start vom Flughafen Fort Smith (Nordwest-Territorien, Kanada) etwa 500 bis 1000 Meter hinter der Startbahn ab. Beim Start herrschte leichter Schneefall bei einer Temperatur von −19 Grad. Von den sieben Insassen kamen 6 ums Leben. Nähere Einzelheiten sind derzeit noch nicht verfügbar.[3]